# ペルオキシソーム

ペルオキシソームの基本的構造

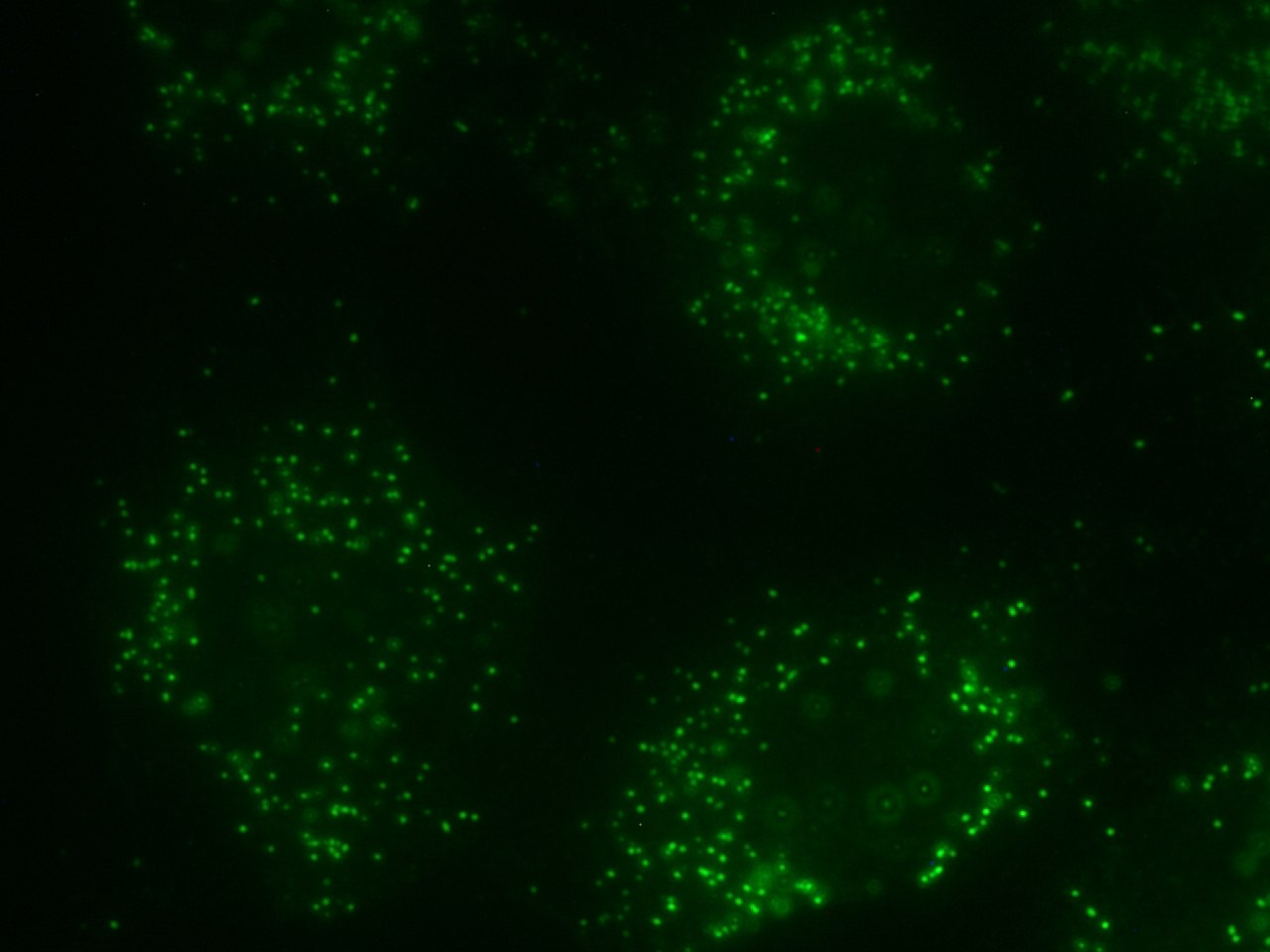
ラット新生児心筋細胞中のペルオキシソーム

ペルオキシソーム（英: peroxisome）は、膜に囲まれた細胞小器官であり、マイクロボディの一種である。事実上全ての真核細胞の細胞質に存在する。ペルオキシソームは酸化反応を行う細胞小器官であり、その反応では多くの場合、分子状酸素が共基質としてはたらいて過酸化水素が形成される。ペルオキシソームという名称は、過酸化水素（hydrogen peroxide）を形成して捕捉剤としての活性を有することに由来する。ペルオキシソームは脂質代謝や活性酸素種の還元に重要な役割を果たしている。
ペルオキシソームは、超長鎖脂肪酸、分枝脂肪酸、胆汁酸中間体（肝臓において）、D-アミノ酸、ポリアミンの異化に関与している。ペルオキシソームは、哺乳類の脳や肺の正常な機能に重要なエーテル脂質であるプラスマローゲンの生合成にも関与している。また、エネルギー代謝に重要なペントースリン酸経路の2つの酵素（グルコース-6-リン酸デヒドロゲナーゼとホスホグルコン酸デヒドロゲナーゼ）の総活性の約10%はペルオキシソーム画分によるものである。動物におけるイソプレノイドやコレステロール合成にペルオキシソームが関与しているかどうかについては議論がある。ペルオキシソームの他の機能としては、発芽種子におけるグリオキシル酸回路（こうした機能を担うものは特にグリオキシソームと呼ばれる）、葉における光呼吸、トリパノソーマにおける解糖系（グリコソーム）、一部の酵母におけるメタノールやアミンの酸化と同化などがある。

## 歴史
ペルオキシソーム（マイクロボディ）はスウェーデン・カロリンスカ研究所の大学院生であったJohannes Rhodinによって1954年に最初に記載され、1966年にクリスチャン・ド・デューブとPierre Baudhuinによって細胞小器官として同定された。ド・デューブらは、ペルオキシソームには過酸化水素の産生に関与するいくつかの酸化酵素、そして過酸化水素から酸素と水への分解に関与するカタラーゼが含まれていることを発見した。ド・デューブは、それまで形態学的特徴に基づいて用いられていた「マイクロボディ」という語に代えて、過酸化物代謝に関与していることに基づいてこの細胞小器官を「ペルオキシソーム」と命名した。その後、哺乳類細胞ではホタルルシフェラーゼがペルオキシソームへ標的化されることが記載され、ペルオキシソームへの標的化シグナルの発見や、ペルオキシソーム生合成分野における多くの進展につながった。

## 構造
ペルオキシソームは細胞質に位置する、一重の膜に囲まれた小さな（直径0.1–1 μm）細胞小器官であり、微細な顆粒状の基質（マトリックス）を伴う。膜による区画化は、ペルオキシソーム内のさまざまな代謝反応の促進に最適な環境の形成をもたらし、細胞機能と個体の生存を維持するために必要である。
細胞内のペルオキシソームの数、大きさ、タンパク質組成は多様であり、細胞種や環境条件に依存している。一例として出芽酵母Saccharomyces cerevisiaeでは、グルコースが良好に供給されている条件下ではペルオキシソームは小さなものがわずかに存在しているに過ぎない。一方、唯一の炭素源として長鎖脂肪酸のみが供給された場合には20個から25個の巨大なペルオキシソームが形成される。

## 代謝機能
ペルオキシソームの主要な機能は、β酸化による超長鎖脂肪酸の分解である。動物細胞では、長鎖脂肪酸は中鎖脂肪酸へ変換され、その後ミトコンドリアへ送られて最終的には二酸化炭素と水へ分解される。酵母や植物細胞では、この過程は全てペルオキシソームで行われる。
動物細胞におけるプラスマローゲン形成の第一反応もペルオキシソームで行われる。プラスマローゲンはミエリンに最も豊富に存在するリン脂質である。プラスマローゲンの欠乏によって神経細胞のミエリン化に重大な異常が引き起こされ、このことはペルオキシソーム病の多くで神経系に影響が生じる原因の1つとなっている。ペルオキシソームは、脂肪や脂溶性ビタミン（ビタミンA、Kなど）の吸収に重要な胆汁酸の産生にも関与している。そのため、これらビタミンの欠乏による皮膚障害もペルオキシソーム機能に影響が及ぶ遺伝疾患の特徴となっている。哺乳類のペルオキシソームでのみ行われる代謝経路には次のようなものがある。
- フィタン酸のα酸化
- 超長鎖多価不飽和脂肪酸のβ酸化
- プラスマローゲンの生合成
- 胆汁酸合成経路の一部としてのコール酸の抱合

ペルオキシソームには、D-アミノ酸オキシダーゼや尿酸オキシダーゼなどの酸化酵素が含まれている。一方で、ヒトには尿酸オキシダーゼは存在せず、尿酸の蓄積によって痛風が引き起こされる。ペルオキシソーム内の特定の酵素は分子状酸素を用いて、基質となる特定の有機物（下でRと示す）から酸化反応によって過酸化水素（これ自体も有害である）を産生する。
{\displaystyle \mathrm {RH} _{\mathrm {2} }+\mathrm {O} _{\mathrm {2} }\rightarrow \mathrm {R} +\mathrm {H} _{2}\mathrm {O} _{2}}
他のペルオキシソーム酵素であるカタラーゼはこの過酸化水素を用いて、フェノール、ギ酸、ホルムアルデヒド、アルコールなど他の基質（R'）を過酸化反応によって酸化する。その結果、有害な過酸化水素は消失する。
{\displaystyle \mathrm {H} _{2}\mathrm {O} _{2}+\mathrm {R'H} _{2}\rightarrow \mathrm {R'} +2\mathrm {H} _{2}\mathrm {O} }
この反応は肝臓や腎臓の細胞で重要であり、これらの組織ではペルオキシソームは血中のさまざまな有毒物質を解毒している。ヒトがアルコール飲料から摂取したエタノールの25％はこのようにしてアセトアルデヒドへ酸化されている。また、細胞内に過剰な過酸化水素が蓄積した場合には、カタラーゼは次の反応によって水への変換を行う。
{\displaystyle 2\mathrm {H} _{2}\mathrm {O} _{2}\rightarrow 2\mathrm {H} _{2}\mathrm {O} +\mathrm {O} _{2}}
高等植物のペルオキシソームには、グルタチオン-アスコルビン酸回路の構成要素であるスーパーオキシドジスムターゼ、ペントースリン酸経路のNADP依存性デヒドロゲナーゼなどの抗酸化酵素も含まれている。ペルオキシソームはスーパーオキシド（O2•−）や一酸化窒素（•NO）といったラジカルを生み出すことが示されている。
現在では、ペルオキシソームで産生される過酸化水素などの活性酸素種は植物や動物において重要なシグナル伝達分子として機能しており、ヒトの正常な老化や加齢と関連した疾患に寄与していることを示すエビデンスが得られている。
植物細胞への真菌の侵入時には、ペルオキシソームでは抗真菌作用を有するグルコシノレートの合成が引き起こされ、ペルオキシソームタンパク質（PEN2、PEN3）の作用によって細胞外へ送達される。ヒトを含む哺乳類のペルオキシソームも抗ウイルス防御や病原体との闘いに寄与している。

## 組み立て
ペルオキシソームは特定の実験的条件下では滑面小胞体から形成され、また既存のペルオキシソームの膜成長と分裂によって複製を行う。ペルオキシソームマトリックスタンパク質は細胞質で翻訳され、その後ペルオキシソームへ取り込まれる。ペルオキシソームマトリックスタンパク質に存在する特定のアミノ酸配列が、標的化タンパク質によるペルオキシソームへの取り込みのシグナルとなる（ペルオキシソーム標的化シグナル（PTS）、N末端に位置するPTS1とC末端に位置するPTS2がある）。ペルオキシソームの生合成と維持に関与するタンパク質はペルオキシン（PEX）と呼ばれ、現在36種類のタンパク質が知られている。これらはさまざまな生物種においてペルオキシソームの組み立て過程に関与している。哺乳類細胞では13種類のPEXの特性解析がなされている。小胞体やミトコンドリアへのタンパク質の取り込みとは対照的に、ペルオキシソーム内腔へのタンパク質の取り込み時にはフォールディングをほどく必要はない。取り込みのための受容体であるPEX5とPEX7は積み荷タンパク質（それぞれPTS1、PTS2を持つもの）とともにペルオキシソームへ移行し、そこで積み荷をペルオキシソームマトリックスへ放出し、細胞質基質へ戻る。また、ペルオキシソームタンパク質を標的化する特殊な方法として、piggybackingと呼ばれる機構も存在する。この手法で輸送されるタンパク質には典型的なPTSは存在しないが、PTSを有するタンパク質に結合し、複合体としてペルオキシソーム内へ輸送される。こうした搬入サイクルはextended shuttle mechanismと呼ばれる。受容体タンパク質を細胞質基質へリサイクルするためにはATPの加水分解が必要であるというエビデンスが得られており、またPEX5をペルオキシソームから細胞質基質へ搬出するためにはユビキチン化が重要な役割を果たしている。ペルオキシソーム膜の生合成とペルオキシソーム膜タンパク質（PMP）の挿入には、PEX19、PEX3、PEX16が必要である。PEX19はPMP受容体かつシャペロンタンパク質であり、PMPに結合してペルオキシソーム膜へ送達する。そこでペルオキシソーム膜内在性タンパク質PEX3と相互作用し、PMPはペルオキシソーム膜へと挿入される。PMPの挿入には少なくとも2つの経路が存在し、1つはこのPEX19、PEX3との相互作用に依存した経路、もう1つはPEX3の挿入経路である。そのどちらも、PTS1またはPTS2を有するマトリックスタンパク質の取り込みがない状況でも行われる可能性がある。ペルオキシソーム膜の成長と最終的な分裂はPEX11（PEX11A、PEX11B、PEX11G）によって調節されている。
ペルオキシソームの分解過程はペキソファジー（pexophagy）と呼ばれ、選択的なオートファジー過程によって分解される。

## 相互作用とコミュニケーション
ペルオキシソームが有する多様な機能を発揮するためには、小胞体、ミトコンドリア、脂肪滴、リソソームなど、細胞の脂質代謝に関与している多くの細胞小器官との動的な相互作用や協働が必要である。
ペルオキシソームとミトコンドリアは、脂肪酸のβ酸化や活性酸素種の代謝など、いくつかの代謝経路で相互作用している。どちらの細胞小器官も小胞体と近接しており、また分裂を担う因子などいくつかのタンパク質を共有している。ペルオキシソームは小胞体とも相互作用し、エーテル脂質（プラスマローゲン）の合成において協働している。この分子は神経細胞にとって重要である。糸状菌では、ペルオキシソームはhitchhikingと呼ばれる過程によって微小管に沿って移動する。この過程は、急速に移動している初期エンドソームとの接触を伴う。細胞小器官の間の物理的接触は多くの場合膜接触部位によって媒介されており、そこでは2つの細胞小器官の膜は物理的に固定され、小分子の迅速な転移や細胞小器官間のコミュニケーションが可能となっている。こうした部位は細胞機能の協調、ひいてはヒトの健康に重要である。細胞小器官間の膜接触の変化はさまざまな疾患で観察されている。

## 関連する疾患
ペルオキシソーム病はペルオキシソームの生合成や機能に影響が生じる疾患群であり、他の多くの器官系とともに神経系に影響が及ぶことが一般的である。ペルオキシソーム病の代表例としては、X連鎖型副腎白質ジストロフィーやペルオキシソーム形成異常症（peroxisome biogenesis disorder）が挙げられる。

## 進化的起源
ペルオキシソームのタンパク質内容物は生物種や個体によっても多様であるが、多くの種に共通するタンパク質も存在していることから、ペルオキシソームの起源が細胞内共生であることが示唆されてきた。すなわち、ペルオキシソームはより大きな細胞へ寄生虫として侵入した細菌から進化したものであり、非常にゆっくりと共生関係を進化させた、というものである。しかしながら、近年ではこの考えと矛盾する発見がなされている。一例として、ペルオキシソームを持たない変異体細胞へ野生型遺伝子を導入すると、ペルオキシソームが小胞体から新規に形成されることが示されている。
ペルオキシソームのプロテオームの進化解析を行った2つの独立した研究によって、ペルオキシソームへの搬入装置と小胞体の小胞体関連分解（ERAD）経路との相同性が示されており、また多くの代謝酵素がミトコンドリアから動員されたものである可能性が高いことも示されている。ペルオキシソームの起源が放線菌門の細菌である可能性を示唆する研究もあるものの、議論がある。

## 関連文献
- Innovative Training Network PERICO
- Schrader M, Costello J, Godinho LF, Islinger M (2015). “Peroxisome-mitochondria interplay and disease.”. J Inherit Metab Dis 38 (4):  681–702. doi:10.1007/s10545-015-9819-7. hdl:10871/17472. PMID 25687155.
- Schrader M, Fahimi HD (2008). “The peroxisome: still a mysterious organelle.”. Histochem Cell Biol 129 (4):  421–440. doi:10.1007/s00418-008-0396-9. PMC 2668598. PMID 18274771.
- Effelsberg D, Cruz-Zaragoza LD, Schliebs W, Erdmann R (2016). “Pex9p is a novel yeast peroxisomal import receptor for PTS1-proteins.”. Journal of Cell Science 129 (21):  4057–4066. doi:10.1242/jcs.195271. PMID 27678487.
- Yifrach E, Chuartzman SG, Dahan N, Maskit S, Zada L, Weill U, Yofe I, Olender T, Schuldiner M, Zalckvar E (2016). “Characterization of proteome dynamics in oleate reveals a novel peroxisome targeting receptor.”. Journal of Cell Science 129 (21):  4067–4075. doi:10.1242/jcs.195255. PMC 6275125. PMID 27663510.
- Mateos RM, León AM, Sandalio LM, Gómez M, del Río LA, Palma JM (December 2003). “Peroxisomes from pepper fruits (Capsicum annuum L.): purification, characterisation and antioxidant activity”. Journal of Plant Physiology 160 (12):  1507–16. Bibcode: 2003JPPhy.160.1507M. doi:10.1078/0176-1617-01008. PMID 14717445.
- Corpas FJ, Barroso JB (2014). “Functional implications of peroxisomal nitric oxide (NO) in plants”. Frontiers in Plant Science 5:  97. doi:10.3389/fpls.2014.00097. PMC 3956114. PMID 24672535.
- Corpas FJ (November 2015). “What is the role of hydrogen peroxide in plant peroxisomes?”. Plant Biology 17 (6):  1099–103. Bibcode: 2015PlBio..17.1099C. doi:10.1111/plb.12376. PMID 26242708.